# La Dolce Volta
La Dolce Volta est un label discographique français, principalement orienté vers la musique classique, basé à Compiègne, dans l'Oise. Il est distribué par Harmonia Mundi.

## Histoire
Crée en octobre 2011 et détenu depuis 2013 par Michaël Adda, le label est spécialisé, mais non exclusivement, dans le répertoire pour piano et la musique de chambre. Chaque réalisation est conçue comme un « objet d'art ». Parmi les artistes et productions musicales de La Dolce Volta, le pianiste Aldo Ciccolini a gravé ses trois derniers enregistrements sur le label avant de décéder le 1er février 2015 à l’âge de 89 ans. Ces derniers témoignages discographiques ont été plébiscités par les médias : Mozart Alla Turca en 2011, Mozart/Clementi en 2012, et 13 Valses en 2013.
Outre sa propre production, La Dolce Volta a acquis auprès du label Calliope l’intégralité de la discographie du Quatuor Talich et de l’organiste français André Isoir.

## Récompenses
Le label est élu « Label de l’année 2013 » par le mensuel français Classica.
Il est l’un des labels les plus distingués au monde par la presse internationale, notamment au Japon.

## Artistes et collaborations
- Joaquín Achúcarro (piano)
- Pascal Amoyel (piano)
- Philippe Bianconi (piano)
- Philippe Cassard (piano)
- Aldo Ciccolini (piano)
- Jean-Philippe Collard (piano)
- Geoffroy Couteau (piano)
- Nicolas Dautricourt (violon)
- Natalie Dessay (voix)
- Ensemble Philidor (instruments à vent)
- Gary Hoffman (violoncelle)
- André Isoir (orgue)
- Adrien La Marca (alto)
- Wilhem Latchoumia (piano)
- Roger Muraro (piano)
- Menahem Pressler (piano)
- Quatuor Hermès (musique de chambre)
- Quatuor Talich (musique de chambre)
- Sirba octet (musique klezmer)
- Dana Ciocarlie (piano)